# Mateo 19

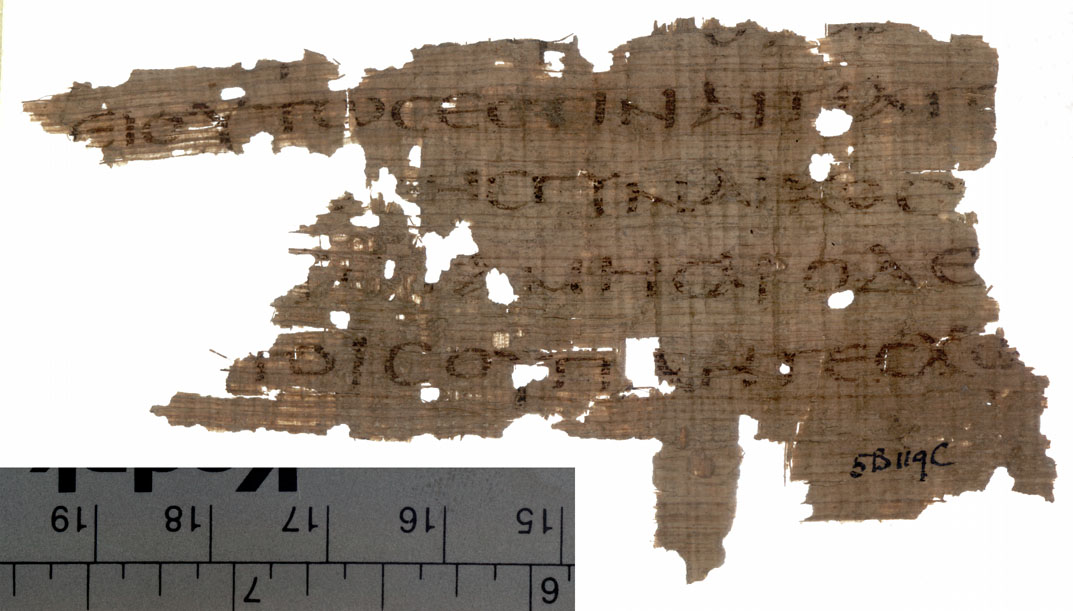
Mateo 19:10–11 en el lado recto de Papiro 71, escrito c. AD 350

Mateo 19 es el decimonoveno capítulo del Evangelio de Mateo de la sección del Nuevo Testamento de la Biblia cristiana. El libro que contiene este capítulo es anónimo, pero la tradición cristiana primitiva afirmó uniformemente que Mateo compuso este Evangelio. Jesús comienza su viaje final a Jerusalén en este capítulo, ministrando a través de Perea. Puede verse como el punto de partida del relato de la pasión.

## Texto
.

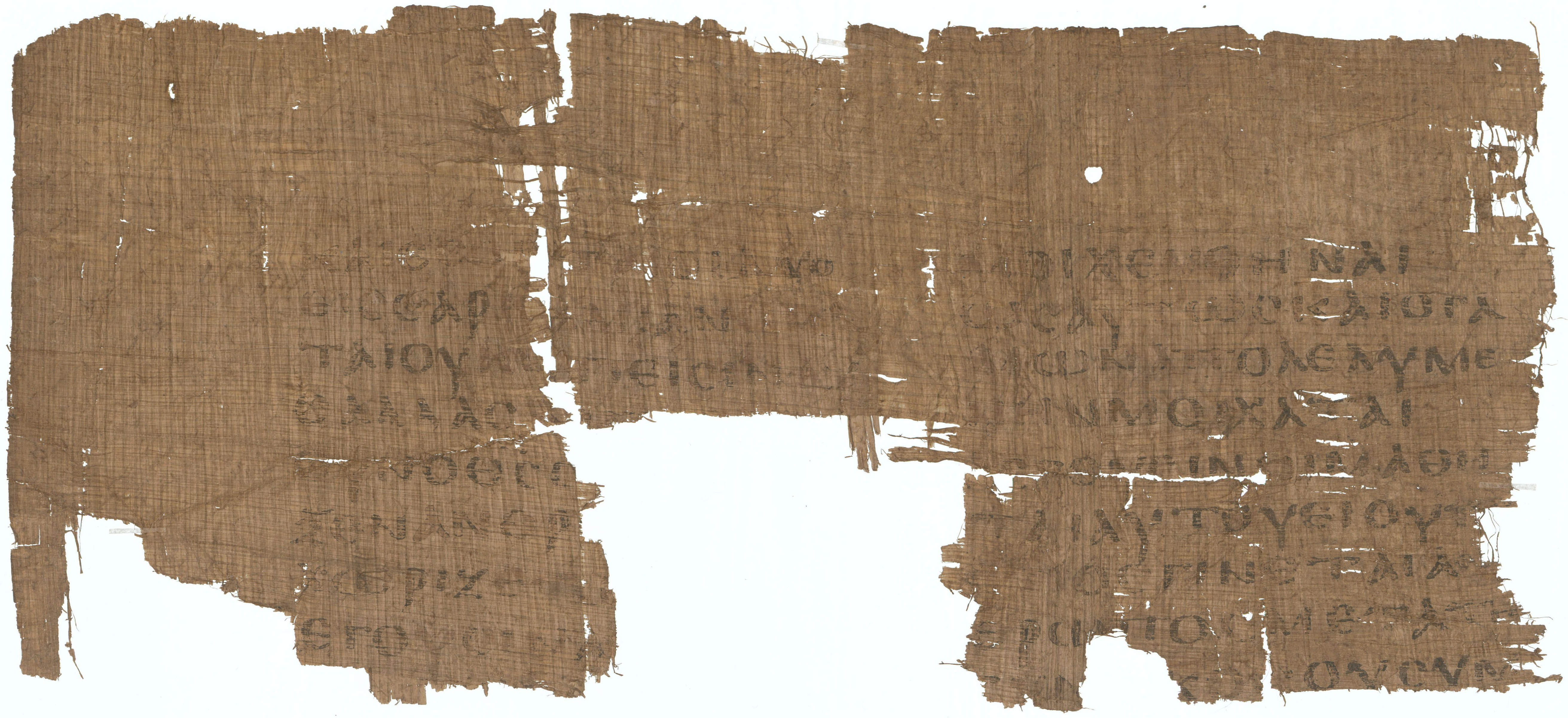
Mateo 19:5-7,9-10 en el anverso del Papiro 25 del siglo IV

El texto original estaba escrito en griego koiné. Este capítulo está dividido en 30 versículos.

### Testigos textuales
Algunos manuscritos antiguos que contienen el texto de este capítulo son:
- Papiro 25 (siglo IV; existente: versículos 1-3, 5-7, 9-10)
- Codex Vaticanus (325-50 d. C.)
- Codex Sinaiticus (330-60)
- Papiro 71 (c. 350)
- Codex Bezae (c. 400)
- Codex Washingtonianus (c. 400)
- Codex Ephraemi Rescriptus (c. 450)
- Codex Purpureus Rossanensis (siglo VI)
- Codex Petropolitanus Purpureus (siglo VI; existente: versículos 7-12)
- Codex Sinopensis (siglo VI; existente: versículos 3-10, 17-25)